# Philip St. George Cooke
Pour les articles homonymes, voir Cooke.
Philip St. George Cooke (13 juin 1809 - 20 mars 1895) est un officier de carrière de cavalerie de l'armée des États-Unis qui a servi en tant que général de l'Union pendant la guerre de Sécession. Il est connu pour sa qualité d'auteur d'un manuel militaire de cavalerie, et est parfois appelé le « père de la cavalerie américaine ». Son service dans la guerre de Sécession est important, mais il a été éclipsé en évidence par les contributions faites par son célèbre gendre, J. E. B. Stuart de l'armée des États confédérés.

## Avant la guerre

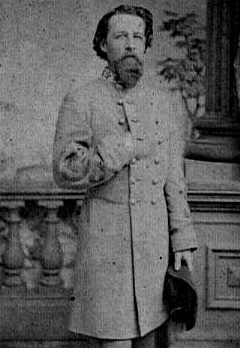
Photo de George Cooke entre 1861 et 1865.

Cooke naît à Leesburg, en Virginie, le 13 juin 1809. Il est diplômé de l'académie militaire de West Point en 1827 et est breveté second lieutenant dans l'infanterie. Il sert dans une variété d'installations de l'ouest américain et lors de la guerre de Black Hawk. En 1833, il est promu premier lieutenant dans le nouvellement formé 1st U.S. Dragoons.
Cooke participe à de nombreux voyages d'exploration dans le Far West avec les dragons. En tant que capitaine à la tête de 200 dragons, il désarme et arrête la compagnie de la république du Texas du colonel Jacob Snively d'environ 100 hommes, qui tentent de perturber les échanges commerciaux le long de la Piste de Santa Fe, dans ce qui est décrit comme la deuxième expédition de Santa Fe au Texas.
Au cours de la guerre américano-mexicaine , il dirige le bataillon Mormon de Santa Fe, en Californie, établissant ce qui est devenu connu comme la route carrossable de Cooke, qui deviendra plus tard la route du sud de la Californie pendant la ruée vers l'or californien. Il reçoit un brevet de lieutenant-colonel pour son service en Californie. Au commandement du 2nd U.S. Dragoons, il vainc les apaches Jicarilla à Ojo Caliente, Nouveau-Mexique, en 1854, participe en 1855 à la bataille d'Ash Hollow contre les sioux, et est envoyé maintenir la paix lors du Bleeding Kansas en 1856 - 1857. Connaissant Brigham Young, Cooke prend part à l'expédition de l'Utah de 1857-58, après quoi il est promu colonel et reçoit le commandement du 2nd U.S. Dragoons. Il est observateur de l'armée américaine lors de la guerre de Crimée, et commande le département de l'Utah de 1860 à 1861.
La question de la sécession divise profondément la famille de Cooke. Cooke lui reste fidèle à l'Union, mais son fils, John Rogers Cooke, devient commandant d'une brigade d'infanterie dans l'armée de Virginie du Nord. J. E. B. Stuart, le célèbre commandant de la cavalerie confédérée, est le gendre de Cooke. Cooke et Stuart ne se sont plus jamais parlé, Stuart disant : « il le regrettera qu'une seule fois, et ce sera permanent ».

## Guerre de Sécession

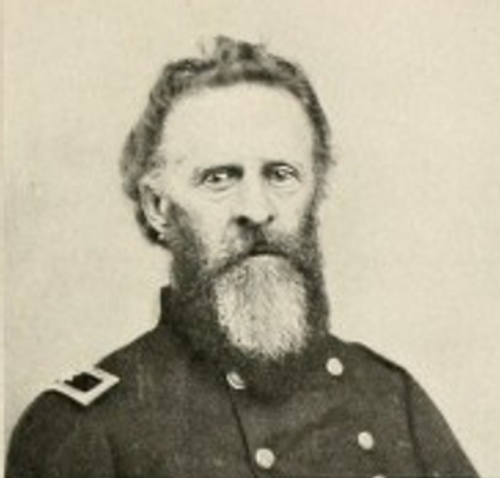
Général de l'Union Philip St. George Cooke

Au début de la guerre de Sécession, l'armée américaine a cinq régiments montés. Cooke commande le 2nd Dragoons, qui est rebaptisé le 2nd U.S. Cavalry. Alors qu'ils s'apprêtent à partir dans leurs premières batailles, ils ont la possibilité d'apprendre à partir du manuel de deux volumes sur les tactiques de cavalerie écrit par Cooke en 1858, mais non publié jusqu'en 1862. C'est un travail controversée à l'époque et le ministère de la Guerre choisit de ne pas en faire la base pour la doctrine officielle. Cooke épouse la valeur des attaques montées comme but principal des forces de cavalerie ; d'autres, plus sagement, comprennent que l'émergence du fusil à canon rayé comme arme de l'infanterie rend la charge classique de cavalerie essentiellement désuète et recommandent une mission accentuée sur la reconnaissance et le dépistage. Même ceux qui acceptent que des charges de cavalerie conservent une certaine valeur trouvent des raisons d'être en désaccord avec Cooke. Une théorie dominante des charges de cavalerie à l'époque, approuvée par les futurs généraux Henry W. Halleck et George B. McClellan, est que la cavalerie doit être déployée sur deux rangs (un régiment se déploie en deux lignes de cinq compagnies), ce qui permettrait d'augmenter l'effet de choc de la charge en permettant une attaque immédiate. Le manuel de Cooke appelle à une formation d'une seule rangée dans lequel un bataillon de quatre compagnies forme une seule ligne et deux escadrons de deux compagnies, chacune couvrant les flancs. Un troisième bataillon serait placé en réserve à quelques centaines de mètres en arrière. Cooke croit que l'offensive sur deux rangs crée du désordre parmi les chevaux dans les rangs et serait difficile à contrôler.
Cooke est nommé brigadier général de l'armée américaine le 21 novembre 1861, avec une date de prise de rang au 12 novembre 1861. Le président Abraham Lincoln nomme Cooke pour la promotion le 21 décembre 1861 et le sénat américain confirme le 7 mars 1862. Il commande d'abord une brigade de l'armée régulière de cavalerie affectée aux défenses de Washington D.C. Pour la campagne de la Péninsule, il est sélectionné par McClellan pour commander la réserve de cavalerie, une force de la taille d'une division, de l'armée du Potomac. Lorsque les forces confédérées évacuent la ville de Yorktown, Cooke est envoyé avec le major général George Stoneman à leur poursuite et à sa cavalerie est malmenée lors d'un assaut commandé par Stoneman contre le fort Magruder. Il participe à des actions ultérieures lors des batailles de Williamsburg, Gaines's Mill, et White Oak Swamp. Cooke ordonne une charge de triste mémoire du 5th U.S. Cavalry à Gaines's Mill pendant la bataille des Sept Jours, sacrifiant presque tout un régiment de soldats réguliers.
Après la Péninsule, Cooke quitte le service actif sur le terrain. Une cause immédiate est l'embarras qu'il subit lorsque son gendre, Jeb Stuart, humilie la cavalerie de l'Union de la cavalerie, en faisant le tour complet de l'armée du Potomac, lors de son célèbre raid. Cooke siège aux conseils d'une cour martiale, commande le district de Baton Rouge, et est surintendant de l'armée recrutant pour le bureau de l'adjudant général. Le 17 juillet 1866, le président Andrew Johnson nomme Cooke pour l'attribution d'un brevet de major général de l'armée régulière, avec une date de prise de rang au 13 mars 1865, et le sénat américain confirme la nomination le 23 juillet 1866.

## Après la guerre
Cooke commande le département de la Platte de 1866 à 1867, le département du Cumberland, de 1869 à 1870, et le département des Lacs. Il prend sa retraite de l'armée près de 50 ans de service le 29 octobre 1873 comme brigadier général.
Cooke est un membre de la commanderie de l'ordre militaire de la légion loyale des États-Unis.
Cooke est l'auteur d'une variété de mémoires de son service : Notes of a Military Reconnaissance, from Fort Leavenworth, in Missouri, to San Diego, in California (1848), Scenes and Adventures in the Army: or, Romance of Military Life (1857), Cavalry Tactics (1862), Handy Book for United States Cavalry (1863), et The Conquest of New Mexico and California (1878).
Cooke meurt à Détroit, dans le Michigan, et y est enterré dans le cimetière d'Elmwood. Le camp Cooke, un camp de l'armée dans le comté de Santa Barbara, en Californie, est nommé en son honneur. La place est maintenant occupée par la base de l'air force Vandenberg.

## Mémoire
Le camp de Cooke (1866-1870), le premier poste militaire dans le territoire du Montana, est nommé en l'honneur de Philippe St. George Cooke, alors qu'il est le commandant du département de la Platte qui inclut le territoire du Montana.
Le camp Cooke (1941-1953) est le nom donné au poste militaire près de Lompoc, en Californie. Il est désactivé de 1953 à 1957, date à laquelle il est activé comme la base de l'air force Cooke (1957-1958), mais est officiellement renommé en base de l'air force Vandenberg en 1958. Le camp Cooke et la base de l'air force Cooke en Californie, est nommé en l'honneur de Philippe St. George Cooke.
Les historiens émettent l'hypothèse que St. George, Utah est nommé en référence à Philippe St. George Cooke. Au cours de la période de 1857 à 1861, le colonel Cooke est en Utah. Il est un ami très proche de Brigham Young et donne du matériel et des chariots pour la colonisation de la partie sud de l'Utah.